# طوق‌تپه
طوق تپه مربوط به دوران پیش از تاریخ ایران باستان تا دوران‌های تاریخی پس از اسلام است و در شهرستان نکا، بخش قره طغان، روستای اسکاردین واقع شده و این اثر در تاریخ ۲۵ اسفند ۱۳۸۰ با شمارهٔ ثبت ۵۴۱۵ به‌عنوان یکی از آثار ملی ایران به ثبت رسیده است.